# Квітневе (Броварський район)
Квітне́ве — село в Україні, у Броварському районі Київської області. Населення становить 788 осіб. Входить до складу Калинівської селищної громади.

## Історія
На мапі 1941 року на території сучасного села позначені два хутори: Червоний (36 дворів) та Квітневий (20).
Існує як окреме поселення від 1992 року. До 19 травня 2016 року мало назву Димитрове.

## Населення

### Мова
Розподіл населення за рідною мовою за даними перепису 2001 року:
| Мова       | Кількість | Відсоток |
| ---------- | --------- | -------- |
| українська | 773       | 98.1%    |
| російська  | 15        | 1.9%     |
| Усього     | 788       | 100%     |

## Економіка
- Потужності виробництва круп ТОВ «Тема-Б» (адреса виробника м. Вишневе)